# Galicisoma
Galicisoma es un género de miriápodos cordeumátidos de la familia Haplobainosomatidae. Sus 3 especies reconocidas son endémicas de Galicia (España).

## Especies
Se reconocen las siguientes:
- Galicisoma biltoni Mauriès, 2014
- Galicisoma desmondkimei Mauriès, 2014